# Sông Cấm (Nghệ An)
Sông Cấm là một con sông chảy qua địa bàn huyện Nghi Lộc, tỉnh Nghệ An.
Sông có chiều dài 47 km, bắt nguồn từ chân dãy núi Đại Huệ thuộc xã Đại Sơn, huyện Đô Lương, chảy về hướng đông và đổ ra vịnh Bắc Bộ tại cửa Lò.